# كيسي ويلدون
كيسي ويلدون (بالإنجليزية: Casey Weldon)‏ هو لاعب كرة قدم أمريكية أمريكي، ولد في 3 فبراير 1969 في أميريكوس في الولايات المتحدة.

## وصلات خارجية
- كيسي ويلدون على موقع مرجع كرة القدم المحترفة.كوم (الإنجليزية)